# Grand Prix de Denain 2022
Grand Prix de Denain 2022 – 63. edycja wyścigu kolarskiego Grand Prix de Denain, która odbyła się 17 marca 2022 na trasie o długości ponad 200 kilometrów, biegnącej wokół miejscowości Denain. Impreza kategorii 1.Pro była częścią UCI ProSeries 2022.

## Uczestnicy

### Drużyny
| WorldTeams (8)- AG2R Citroën Team - Bora-Hansgrohe - Cofidis - Groupama-FDJ - Ineos Grenadiers - Intermarché-Wanty-Gobert Matériaux - Jumbo-Visma - UAE Team Emirates ProTeams (8)- Alpecin-Fenix - Arkéa-Samsic - Bardiani-CSF-Faizanè - B&B Hotels-KTM - Bingoal Pauwels Sauces WB - Sport Vlaanderen-Baloise - TotalEnergies - Uno-X Pro Cycling Team Continental teams (4)- Go Sport-Roubaix Lille Métropole - Nice Métropole Côte d'Azur - Saint Michel-Auber 93 - UC Nantes Atlantique |
| |

### Lista startowa
| Jumbo-Visma TJV | Jumbo-Visma TJV           | Jumbo-Visma TJV |
| --------------- | ------------------------- | --------------- |
| Nr              | Kolarz                    | Miejsce         |
| 1               | Primož Roglič (SLO)       | 37.             |
| 2               | David Dekker (NED)        | 52.             |
| 3               | Pascal Eenkhoorn (NED)    | DNF             |
| 4               | Jonas Vingegaard (DEN)    | 76.             |
| 5               | Timo Roosen (NED) (szosa) | 11.             |
| 6               | Mick van Dijke (NED)      | 81.             |
| 7               | Lennard Hofstede (NED)    | DNF             |

| Ineos Grenadiers IGD | Ineos Grenadiers IGD         | Ineos Grenadiers IGD |
| -------------------- | ---------------------------- | -------------------- |
| Nr                   | Kolarz                       | Miejsce              |
| 11                   | Daniel Felipe Martínez (COL) | 29.                  |
| 12                   | Kim Heiduk (GER)             | 26.                  |
| 13                   | Jhonatan Narváez (ECU)       | 34.                  |
| 14                   | Magnus Sheffield (USA)       | 43.                  |
| 15                   | Ben Turner (GBR)             | 41.                  |

| UAE Team Emirates UAD | UAE Team Emirates UAD      | UAE Team Emirates UAD |
| --------------------- | -------------------------- | --------------------- |
| Nr                    | Kolarz                     | Miejsce               |
| 21                    | Pascal Ackermann (GER)     | DNF                   |
| 22                    | Alexys Brunel (FRA)        | DNF                   |
| 23                    | Rui Oliveira (POR)         | 15.                   |
| 24                    | Felix Groß (GER)           | 77.                   |
| 25                    | Vegard Stake Laengen (NOR) | DNF                   |
| 26                    | Joël Suter (SUI)           | 86.                   |
| 27                    | Maximiliano Richeze (ARG)  | DNF                   |

| AG2R Citroën Team ACT | AG2R Citroën Team ACT        | AG2R Citroën Team ACT |
| --------------------- | ---------------------------- | --------------------- |
| Nr                    | Kolarz                       | Miejsce               |
| 32                    | Paul Lapeira (FRA)           | 28.                   |
| 33                    | Aurélien Paret-Peintre (FRA) | 24.                   |
| 34                    | Damien Touzé (FRA)           | 40.                   |
| 35                    | Antoine Raugel (FRA)         | DNF                   |
| 36                    | Marc Sarreau (FRA)           | 5.                    |
| 37                    | Nicolas Prodhomme (FRA)      | 57.                   |

| Bora-Hansgrohe BOH | Bora-Hansgrohe BOH      | Bora-Hansgrohe BOH |
| ------------------ | ----------------------- | ------------------ |
| Nr                 | Kolarz                  | Miejsce            |
| 42                 | Shane Archbold (NZL)    | DNF                |
| 43                 | Patrick Gamper (AUT)    | DNF                |
| 44                 | Jonas Koch (GER)        | DNF                |
| 45                 | Martin Laas (EST)       | 78.                |
| 46                 | Lukas Pöstlberger (AUT) | DNF                |
| 47                 | Matthew Walls (GBR)     | DNF                |

| Cofidis COF | Cofidis COF             | Cofidis COF |
| ----------- | ----------------------- | ----------- |
| Nr          | Kolarz                  | Miejsce     |
| 51          | Max Walscheid (GER)     | 1.          |
| 52          | Piet Allegaert (BEL)    | 33.         |
| 53          | Tom Bohli (SUI)         | DNF         |
| 54          | André Carvalho (POR)    | 91.         |
| 55          | Wesley Kreder (NED)     | 53.         |
| 56          | Kenneth Vanbilsen (BEL) | 69.         |
| 57          | Jelle Wallays (BEL)     | 70.         |

| Groupama-FDJ GFC | Groupama-FDJ GFC         | Groupama-FDJ GFC |
| ---------------- | ------------------------ | ---------------- |
| Nr               | Kolarz                   | Miejsce          |
| 61               | Lewis Askey (GBR)        | 46.              |
| 62               | Clément Davy (FRA)       | 72.              |
| 63               | Matthieu Ladagnous (FRA) | 38.              |
| 64               | Fabian Lienhard (SUI)    | 32.              |
| 65               | Bram Welten (NED)        | 10.              |
| 66               | Rait Ärm (EST)           | 36.              |
| 67               | Samuel Watson (GBR)      | 35.              |

| Intermarché-Wanty-Gobert Matériaux IWG | Intermarché-Wanty-Gobert Matériaux IWG | Intermarché-Wanty-Gobert Matériaux IWG |
| -------------------------------------- | -------------------------------------- | -------------------------------------- |
| Nr                                     | Kolarz                                 | Miejsce                                |
| 71                                     | Dimitri Claeys (BEL)                   | 44.                                    |
| 72                                     | Julius Johansen (DEN)                  | 51.                                    |
| 73                                     | Hugo Page (FRA)                        | 16.                                    |
| 74                                     | Adrien Petit (FRA)                     | 3.                                     |
| 76                                     | Taco van der Hoorn (NED)               | 71.                                    |
| 77                                     | Kévin Van Melsen (BEL)                 | 42.                                    |

| Alpecin-Fenix AFC | Alpecin-Fenix AFC              | Alpecin-Fenix AFC |
| ----------------- | ------------------------------ | ----------------- |
| Nr                | Kolarz                         | Miejsce           |
| 81                | Dries De Bondt (BEL)           | 2.                |
| 82                | Floris De Tier (BEL)           | DNF               |
| 83                | Maurice Ballerstedt (GER)      | 89.               |
| 84                | Guillaume Van Keirsbulck (BEL) | 31.               |
| 85                | Edward Planckaert (BEL)        | DNF               |
| 86                | Julien Vermote (BEL)           | DNF               |
| 87                | Ayco Bastiaens (BEL)           | 61.               |

| Arkéa-Samsic ARK | Arkéa-Samsic ARK        | Arkéa-Samsic ARK |
| ---------------- | ----------------------- | ---------------- |
| Nr               | Kolarz                  | Miejsce          |
| 91               | Dayer Quintana (COL)    | DNF              |
| 92               | Amaury Capiot (BEL)     | 7.               |
| 93               | Christophe Noppe (BEL)  | DNF              |
| 95               | Markus Pajur (EST)      | 65.              |
| 96               | Benjamin Declercq (BEL) | DNF              |
| 97               | Kévin Vauquelin (FRA)   | 25.              |

| Bardiani CSF Faizanè BCF | Bardiani CSF Faizanè BCF     | Bardiani CSF Faizanè BCF |
| ------------------------ | ---------------------------- | ------------------------ |
| Nr                       | Kolarz                       | Miejsce                  |
| 101                      | Enrico Battaglin (ITA)       | 67.                      |
| 102                      | Jonathan Cañaveral (COL)     | 54.                      |
| 103                      | Luca Colnaghi (ITA)          | DNF                      |
| 105                      | Alessandro Santaromita (ITA) | DNF                      |
| 106                      | Enrico Zanoncello (ITA)      | DNF                      |
| 107                      | Samuele Zoccarato (ITA)      | DNF                      |

| B&B Hotels-KTM BBK | B&B Hotels-KTM BBK     | B&B Hotels-KTM BBK |
| ------------------ | ---------------------- | ------------------ |
| Nr                 | Kolarz                 | Miejsce            |
| 111                | Pierre Barbier (FRA)   | 4.                 |
| 112                | Jens Debusschere (BEL) | 47.                |
| 113                | Quentin Jauregui (FRA) | 56.                |
| 114                | Jérémy Lecroq (FRA)    | DNF                |
| 115                | Cyril Lemoine (FRA)    | 39.                |
| 116                | Julien Morice (FRA)    | 30.                |
| 117                | Luca Mozzato (ITA)     | 27.                |

| Bingoal Pauwels Sauces WB BWB | Bingoal Pauwels Sauces WB BWB | Bingoal Pauwels Sauces WB BWB |
| ----------------------------- | ----------------------------- | ----------------------------- |
| Nr                            | Kolarz                        | Miejsce                       |
| 121                           | Stanisław Aniołkowski (POL)   | 85.                           |
| 122                           | Karl Patrick Lauk (EST)       | 19.                           |
| 123                           | Dimitri Peyskens (BEL)        | 63.                           |
| 124                           | Laurenz Rex (BEL)             | DNF                           |
| 125                           | Ludovic Robeet (BEL)          | 62.                           |
| 126                           | Bas Tietema (NED)             | 80.                           |
| 127                           | Tom Wirtgen (LUX)             | 23.                           |

| Sport Vlaanderen-Baloise SVB | Sport Vlaanderen-Baloise SVB | Sport Vlaanderen-Baloise SVB |
| ---------------------------- | ---------------------------- | ---------------------------- |
| Nr                           | Kolarz                       | Miejsce                      |
| 131                          | Milan Fretin (BEL)           | 48.                          |
| 132                          | Alex Colman (BEL)            | 88.                          |
| 133                          | Sander De Pestel (BEL)       | DNF                          |
| 134                          | Robbe Ghys (BEL)             | 9.                           |
| 135                          | Kenneth Van Rooy (BEL)       | 49.                          |
| 136                          | Ward Vanhoof (BEL)           | 17.                          |
| 137                          | Aaron Verwilst (BEL)         | 68.                          |

| TotalEnergies TEN | TotalEnergies TEN         | TotalEnergies TEN |
| ----------------- | ------------------------- | ----------------- |
| Nr                | Kolarz                    | Miejsce           |
| 141               | Niki Terpstra (NED)       | 45.               |
| 142               | Sandy Dujardin (FRA)      | 6.                |
| 143               | Christopher Lawless (GBR) | DNF               |
| 144               | Lorrenzo Manzin (FRA)     | DNF               |
| 145               | Jérémy Cabot (FRA)        | 90.               |

| Uno-X Pro Cycling Team UXT | Uno-X Pro Cycling Team UXT  | Uno-X Pro Cycling Team UXT |
| -------------------------- | --------------------------- | -------------------------- |
| Nr                         | Kolarz                      | Miejsce                    |
| 151                        | Erik Nordsæter Resell (NOR) | 55.                        |
| 152                        | Lars Saugstad (NOR)         | 58.                        |
| 153                        | Fredrik Dversnes (NOR)      | DNF                        |
| 154                        | William Blume Levy (DEN)    | 13.                        |
| 155                        | Martin Urianstad (NOR)      | 50.                        |
| 156                        | Kristian Kulset (NOR)       | 75.                        |
| 157                        | Iver Skaarseth (NOR)        | 66.                        |

| Go Sport-Roubaix Lille Métropole GRL | Go Sport-Roubaix Lille Métropole GRL | Go Sport-Roubaix Lille Métropole GRL |
| ------------------------------------ | ------------------------------------ | ------------------------------------ |
| Nr                                   | Kolarz                               | Miejsce                              |
| 161                                  | Samuel Leroux (FRA)                  | 8.                                   |
| 163                                  | Tom Mainguenaud (FRA)                | DNF                                  |
| 164                                  | Evaldas Šiškevicius (LTU)            | 20.                                  |
| 165                                  | Valentin Tabellion (FRA)             | DNF                                  |
| 166                                  | Norman Vahtra (EST)                  | 60.                                  |
| 167                                  | Emiel Vermeulen (BEL)                | DNF                                  |

| Nice Métropole Côte d'Azur NMC | Nice Métropole Côte d'Azur NMC | Nice Métropole Côte d'Azur NMC |
| ------------------------------ | ------------------------------ | ------------------------------ |
| Nr                             | Kolarz                         | Miejsce                        |
| 171                            | Julien Amadori (FRA)           | DNF                            |
| 172                            | Kévin Besson (FRA)             | DNF                            |
| 173                            | Edouard Bonnefoix (FRA)        | 87.                            |
| 174                            | Jonathan Couanon (FRA)         | 12.                            |
| 175                            | Tristan Delacroix (FRA)        | 73.                            |
| 176                            | Paul Hennequin (FRA)           | 83.                            |
| 177                            | Maxime Urruty (FRA)            | 22.                            |

| Saint Michel-Auber 93 AUB | Saint Michel-Auber 93 AUB  | Saint Michel-Auber 93 AUB |
| ------------------------- | -------------------------- | ------------------------- |
| Nr                        | Kolarz                     | Miejsce                   |
| 181                       | Jason Tesson (FRA)         | 59.                       |
| 182                       | Nicolas Debeaumarché (FRA) | 18.                       |
| 183                       | Flavien Maurelet (FRA)     | 14.                       |
| 184                       | Joris Delbove (FRA)        | 64.                       |
| 185                       | Tony Hurel (FRA)           | DNF                       |
| 186                       | Yoann Paillot (FRA)        | 74.                       |
| 187                       | Morne van Niekerk (RSA)    | DNF                       |

| Team U Nantes Atlantique 194 | Team U Nantes Atlantique 194  | Team U Nantes Atlantique 194 |
| ---------------------------- | ----------------------------- | ---------------------------- |
| Nr                           | Kolarz                        | Miejsce                      |
| 191                          | Léo Danès (FRA)               | 82.                          |
| 192                          | Maël Guégan (FRA)             | 21.                          |
| 193                          | Mathias Le Turnier (FRA)      | DNF                          |
| 194                          | Emmanuel Morin (FRA)          | 84.                          |
| 195                          | Tom Paquet (LUX)              | 79.                          |
| 196                          | Florian Richard Andrade (FRA) | DNF                          |
| 197                          | Louis Richard (FRA)           | DNF                          |

| Jumbo-Visma TJV | Jumbo-Visma TJV           | Jumbo-Visma TJV |
| --------------- | ------------------------- | --------------- |
| Nr              | Kolarz                    | Miejsce         |
| 1               | Primož Roglič (SLO)       | 37.             |
| 2               | David Dekker (NED)        | 52.             |
| 3               | Pascal Eenkhoorn (NED)    | DNF             |
| 4               | Jonas Vingegaard (DEN)    | 76.             |
| 5               | Timo Roosen (NED) (szosa) | 11.             |
| 6               | Mick van Dijke (NED)      | 81.             |
| 7               | Lennard Hofstede (NED)    | DNF             |

| Ineos Grenadiers IGD | Ineos Grenadiers IGD         | Ineos Grenadiers IGD |
| -------------------- | ---------------------------- | -------------------- |
| Nr                   | Kolarz                       | Miejsce              |
| 11                   | Daniel Felipe Martínez (COL) | 29.                  |
| 12                   | Kim Heiduk (GER)             | 26.                  |
| 13                   | Jhonatan Narváez (ECU)       | 34.                  |
| 14                   | Magnus Sheffield (USA)       | 43.                  |
| 15                   | Ben Turner (GBR)             | 41.                  |

| UAE Team Emirates UAD | UAE Team Emirates UAD      | UAE Team Emirates UAD |
| --------------------- | -------------------------- | --------------------- |
| Nr                    | Kolarz                     | Miejsce               |
| 21                    | Pascal Ackermann (GER)     | DNF                   |
| 22                    | Alexys Brunel (FRA)        | DNF                   |
| 23                    | Rui Oliveira (POR)         | 15.                   |
| 24                    | Felix Groß (GER)           | 77.                   |
| 25                    | Vegard Stake Laengen (NOR) | DNF                   |
| 26                    | Joël Suter (SUI)           | 86.                   |
| 27                    | Maximiliano Richeze (ARG)  | DNF                   |

| AG2R Citroën Team ACT | AG2R Citroën Team ACT        | AG2R Citroën Team ACT |
| --------------------- | ---------------------------- | --------------------- |
| Nr                    | Kolarz                       | Miejsce               |
| 32                    | Paul Lapeira (FRA)           | 28.                   |
| 33                    | Aurélien Paret-Peintre (FRA) | 24.                   |
| 34                    | Damien Touzé (FRA)           | 40.                   |
| 35                    | Antoine Raugel (FRA)         | DNF                   |
| 36                    | Marc Sarreau (FRA)           | 5.                    |
| 37                    | Nicolas Prodhomme (FRA)      | 57.                   |

| Bora-Hansgrohe BOH | Bora-Hansgrohe BOH      | Bora-Hansgrohe BOH |
| ------------------ | ----------------------- | ------------------ |
| Nr                 | Kolarz                  | Miejsce            |
| 42                 | Shane Archbold (NZL)    | DNF                |
| 43                 | Patrick Gamper (AUT)    | DNF                |
| 44                 | Jonas Koch (GER)        | DNF                |
| 45                 | Martin Laas (EST)       | 78.                |
| 46                 | Lukas Pöstlberger (AUT) | DNF                |
| 47                 | Matthew Walls (GBR)     | DNF                |

| Cofidis COF | Cofidis COF             | Cofidis COF |
| ----------- | ----------------------- | ----------- |
| Nr          | Kolarz                  | Miejsce     |
| 51          | Max Walscheid (GER)     | 1.          |
| 52          | Piet Allegaert (BEL)    | 33.         |
| 53          | Tom Bohli (SUI)         | DNF         |
| 54          | André Carvalho (POR)    | 91.         |
| 55          | Wesley Kreder (NED)     | 53.         |
| 56          | Kenneth Vanbilsen (BEL) | 69.         |
| 57          | Jelle Wallays (BEL)     | 70.         |

| Groupama-FDJ GFC | Groupama-FDJ GFC         | Groupama-FDJ GFC |
| ---------------- | ------------------------ | ---------------- |
| Nr               | Kolarz                   | Miejsce          |
| 61               | Lewis Askey (GBR)        | 46.              |
| 62               | Clément Davy (FRA)       | 72.              |
| 63               | Matthieu Ladagnous (FRA) | 38.              |
| 64               | Fabian Lienhard (SUI)    | 32.              |
| 65               | Bram Welten (NED)        | 10.              |
| 66               | Rait Ärm (EST)           | 36.              |
| 67               | Samuel Watson (GBR)      | 35.              |

| Intermarché-Wanty-Gobert Matériaux IWG | Intermarché-Wanty-Gobert Matériaux IWG | Intermarché-Wanty-Gobert Matériaux IWG |
| -------------------------------------- | -------------------------------------- | -------------------------------------- |
| Nr                                     | Kolarz                                 | Miejsce                                |
| 71                                     | Dimitri Claeys (BEL)                   | 44.                                    |
| 72                                     | Julius Johansen (DEN)                  | 51.                                    |
| 73                                     | Hugo Page (FRA)                        | 16.                                    |
| 74                                     | Adrien Petit (FRA)                     | 3.                                     |
| 76                                     | Taco van der Hoorn (NED)               | 71.                                    |
| 77                                     | Kévin Van Melsen (BEL)                 | 42.                                    |

| Alpecin-Fenix AFC | Alpecin-Fenix AFC              | Alpecin-Fenix AFC |
| ----------------- | ------------------------------ | ----------------- |
| Nr                | Kolarz                         | Miejsce           |
| 81                | Dries De Bondt (BEL)           | 2.                |
| 82                | Floris De Tier (BEL)           | DNF               |
| 83                | Maurice Ballerstedt (GER)      | 89.               |
| 84                | Guillaume Van Keirsbulck (BEL) | 31.               |
| 85                | Edward Planckaert (BEL)        | DNF               |
| 86                | Julien Vermote (BEL)           | DNF               |
| 87                | Ayco Bastiaens (BEL)           | 61.               |

| Arkéa-Samsic ARK | Arkéa-Samsic ARK        | Arkéa-Samsic ARK |
| ---------------- | ----------------------- | ---------------- |
| Nr               | Kolarz                  | Miejsce          |
| 91               | Dayer Quintana (COL)    | DNF              |
| 92               | Amaury Capiot (BEL)     | 7.               |
| 93               | Christophe Noppe (BEL)  | DNF              |
| 95               | Markus Pajur (EST)      | 65.              |
| 96               | Benjamin Declercq (BEL) | DNF              |
| 97               | Kévin Vauquelin (FRA)   | 25.              |

| Bardiani CSF Faizanè BCF | Bardiani CSF Faizanè BCF     | Bardiani CSF Faizanè BCF |
| ------------------------ | ---------------------------- | ------------------------ |
| Nr                       | Kolarz                       | Miejsce                  |
| 101                      | Enrico Battaglin (ITA)       | 67.                      |
| 102                      | Jonathan Cañaveral (COL)     | 54.                      |
| 103                      | Luca Colnaghi (ITA)          | DNF                      |
| 105                      | Alessandro Santaromita (ITA) | DNF                      |
| 106                      | Enrico Zanoncello (ITA)      | DNF                      |
| 107                      | Samuele Zoccarato (ITA)      | DNF                      |

| B&B Hotels-KTM BBK | B&B Hotels-KTM BBK     | B&B Hotels-KTM BBK |
| ------------------ | ---------------------- | ------------------ |
| Nr                 | Kolarz                 | Miejsce            |
| 111                | Pierre Barbier (FRA)   | 4.                 |
| 112                | Jens Debusschere (BEL) | 47.                |
| 113                | Quentin Jauregui (FRA) | 56.                |
| 114                | Jérémy Lecroq (FRA)    | DNF                |
| 115                | Cyril Lemoine (FRA)    | 39.                |
| 116                | Julien Morice (FRA)    | 30.                |
| 117                | Luca Mozzato (ITA)     | 27.                |

| Bingoal Pauwels Sauces WB BWB | Bingoal Pauwels Sauces WB BWB | Bingoal Pauwels Sauces WB BWB |
| ----------------------------- | ----------------------------- | ----------------------------- |
| Nr                            | Kolarz                        | Miejsce                       |
| 121                           | Stanisław Aniołkowski (POL)   | 85.                           |
| 122                           | Karl Patrick Lauk (EST)       | 19.                           |
| 123                           | Dimitri Peyskens (BEL)        | 63.                           |
| 124                           | Laurenz Rex (BEL)             | DNF                           |
| 125                           | Ludovic Robeet (BEL)          | 62.                           |
| 126                           | Bas Tietema (NED)             | 80.                           |
| 127                           | Tom Wirtgen (LUX)             | 23.                           |

| Sport Vlaanderen-Baloise SVB | Sport Vlaanderen-Baloise SVB | Sport Vlaanderen-Baloise SVB |
| ---------------------------- | ---------------------------- | ---------------------------- |
| Nr                           | Kolarz                       | Miejsce                      |
| 131                          | Milan Fretin (BEL)           | 48.                          |
| 132                          | Alex Colman (BEL)            | 88.                          |
| 133                          | Sander De Pestel (BEL)       | DNF                          |
| 134                          | Robbe Ghys (BEL)             | 9.                           |
| 135                          | Kenneth Van Rooy (BEL)       | 49.                          |
| 136                          | Ward Vanhoof (BEL)           | 17.                          |
| 137                          | Aaron Verwilst (BEL)         | 68.                          |

| TotalEnergies TEN | TotalEnergies TEN         | TotalEnergies TEN |
| ----------------- | ------------------------- | ----------------- |
| Nr                | Kolarz                    | Miejsce           |
| 141               | Niki Terpstra (NED)       | 45.               |
| 142               | Sandy Dujardin (FRA)      | 6.                |
| 143               | Christopher Lawless (GBR) | DNF               |
| 144               | Lorrenzo Manzin (FRA)     | DNF               |
| 145               | Jérémy Cabot (FRA)        | 90.               |

| Uno-X Pro Cycling Team UXT | Uno-X Pro Cycling Team UXT  | Uno-X Pro Cycling Team UXT |
| -------------------------- | --------------------------- | -------------------------- |
| Nr                         | Kolarz                      | Miejsce                    |
| 151                        | Erik Nordsæter Resell (NOR) | 55.                        |
| 152                        | Lars Saugstad (NOR)         | 58.                        |
| 153                        | Fredrik Dversnes (NOR)      | DNF                        |
| 154                        | William Blume Levy (DEN)    | 13.                        |
| 155                        | Martin Urianstad (NOR)      | 50.                        |
| 156                        | Kristian Kulset (NOR)       | 75.                        |
| 157                        | Iver Skaarseth (NOR)        | 66.                        |

| Go Sport-Roubaix Lille Métropole GRL | Go Sport-Roubaix Lille Métropole GRL | Go Sport-Roubaix Lille Métropole GRL |
| ------------------------------------ | ------------------------------------ | ------------------------------------ |
| Nr                                   | Kolarz                               | Miejsce                              |
| 161                                  | Samuel Leroux (FRA)                  | 8.                                   |
| 163                                  | Tom Mainguenaud (FRA)                | DNF                                  |
| 164                                  | Evaldas Šiškevicius (LTU)            | 20.                                  |
| 165                                  | Valentin Tabellion (FRA)             | DNF                                  |
| 166                                  | Norman Vahtra (EST)                  | 60.                                  |
| 167                                  | Emiel Vermeulen (BEL)                | DNF                                  |

| Nice Métropole Côte d'Azur NMC | Nice Métropole Côte d'Azur NMC | Nice Métropole Côte d'Azur NMC |
| ------------------------------ | ------------------------------ | ------------------------------ |
| Nr                             | Kolarz                         | Miejsce                        |
| 171                            | Julien Amadori (FRA)           | DNF                            |
| 172                            | Kévin Besson (FRA)             | DNF                            |
| 173                            | Edouard Bonnefoix (FRA)        | 87.                            |
| 174                            | Jonathan Couanon (FRA)         | 12.                            |
| 175                            | Tristan Delacroix (FRA)        | 73.                            |
| 176                            | Paul Hennequin (FRA)           | 83.                            |
| 177                            | Maxime Urruty (FRA)            | 22.                            |

| Saint Michel-Auber 93 AUB | Saint Michel-Auber 93 AUB  | Saint Michel-Auber 93 AUB |
| ------------------------- | -------------------------- | ------------------------- |
| Nr                        | Kolarz                     | Miejsce                   |
| 181                       | Jason Tesson (FRA)         | 59.                       |
| 182                       | Nicolas Debeaumarché (FRA) | 18.                       |
| 183                       | Flavien Maurelet (FRA)     | 14.                       |
| 184                       | Joris Delbove (FRA)        | 64.                       |
| 185                       | Tony Hurel (FRA)           | DNF                       |
| 186                       | Yoann Paillot (FRA)        | 74.                       |
| 187                       | Morne van Niekerk (RSA)    | DNF                       |

| Team U Nantes Atlantique 194 | Team U Nantes Atlantique 194  | Team U Nantes Atlantique 194 |
| ---------------------------- | ----------------------------- | ---------------------------- |
| Nr                           | Kolarz                        | Miejsce                      |
| 191                          | Léo Danès (FRA)               | 82.                          |
| 192                          | Maël Guégan (FRA)             | 21.                          |
| 193                          | Mathias Le Turnier (FRA)      | DNF                          |
| 194                          | Emmanuel Morin (FRA)          | 84.                          |
| 195                          | Tom Paquet (LUX)              | 79.                          |
| 196                          | Florian Richard Andrade (FRA) | DNF                          |
| 197                          | Louis Richard (FRA)           | DNF                          |

## Klasyfikacja generalna
| \| Klasyfikacja generalna \| Klasyfikacja generalna \| Klasyfikacja generalna \| Klasyfikacja generalna \| Klasyfikacja generalna \| \| Kolarz \| Kolarz \| Państwo \| Drużyna \| Czas \| \| ---------------------- \| ---------------------- \| ---------------------- \| ---------------------------------- \| ---------------------- \| \| 1. \| Max Walscheid \| Niemcy \| Cofidis \| 4h 42' 24" \| \| 2. \| Dries De Bondt \| Belgia \| Alpecin-Fenix \| + 0" \| \| 3. \| Adrien Petit \| Francja \| Intermarché-Wanty-Gobert Matériaux \| + 0" \| \| 4. \| Pierre Barbier \| Francja \| B&B Hotels-KTM \| + 0" \| \| 5. \| Marc Sarreau \| Francja \| AG2R Citroën Team \| + 0" \| \| 6. \| Sandy Dujardin \| Francja \| TotalEnergies \| + 0" \| \| 7. \| Amaury Capiot \| Belgia \| Arkéa-Samsic \| + 0" \| \| 8. \| Samuel Leroux \| Francja \| Go Sport-Roubaix Lille Métropole \| + 0" \| \| 9. \| Robbe Ghys \| Belgia \| Sport Vlaanderen-Baloise \| + 0" \| \| 10. \| Bram Welten \| Holandia \| Groupama-FDJ \| + 0" \| |                |          |                                    |            |
| |                |          |                                    |            |
| Źródło: ProCyclingStats |                |          |                                    |            |
| Klasyfikacja generalna |                |          |                                    |            |
| Kolarz | Kolarz         | Państwo  | Drużyna                            | Czas       |
| 1. | Max Walscheid  | Niemcy   | Cofidis                            | 4h 42' 24" |
| 2. | Dries De Bondt | Belgia   | Alpecin-Fenix                      | + 0"       |
| 3. | Adrien Petit   | Francja  | Intermarché-Wanty-Gobert Matériaux | + 0"       |
| 4. | Pierre Barbier | Francja  | B&B Hotels-KTM                     | + 0"       |
| 5. | Marc Sarreau   | Francja  | AG2R Citroën Team                  | + 0"       |
| 6. | Sandy Dujardin | Francja  | TotalEnergies                      | + 0"       |
| 7. | Amaury Capiot  | Belgia   | Arkéa-Samsic                       | + 0"       |
| 8. | Samuel Leroux  | Francja  | Go Sport-Roubaix Lille Métropole   | + 0"       |
| 9. | Robbe Ghys     | Belgia   | Sport Vlaanderen-Baloise           | + 0"       |
| 10. | Bram Welten    | Holandia | Groupama-FDJ                       | + 0"       |